# San Agustín Chayuco (kommun)
San Agustín Chayuco är en kommun i Mexiko.   Den ligger i delstaten Oaxaca, i den sydöstra delen av landet, 400 km söder om huvudstaden Mexico City.
Följande samhällen finns i San Agustín Chayuco:
- San Agustín Chayuco
- La Soledad
- La Unión Abajo
- Dos Caminos